# AC Port of Spain
Der Athletic Club Port of Spain, ehemals North East Stars Football Club, ist ein Fußballverein aus Port of Spain in Trinidad und Tobago. Der Verein spielt in der höchsten Liga, der TT Pro League.

## Geschichte
Der Verein wurde unter dem Namen North East Stars F.C. gegründet und wechselte 2002 vom Amateur- zum Profifußball. Heimstadion war das Arima Velodrome in Arima. 2004 und 2017 wurde der Verein trinidadischer Meister.
Nachdem Eigentümer Darryl Mahabir 2021 an COVID-19 verstorben war, übernahm der Geschäftsmann Ryan Nunes den Verein und verlegte ihn unter dem Namen AC Port of Spain in die Hauptstadt. Neues Heimstadion wurde das Hasely Crawford Stadium. 2024 wurde der Verein erneut trinidadischer Meister.

## Erfolge
- TT Pro League: 2004, 2017, 2023/24
- Trinidad and Tobago FA Trophy

Sieger: 2003
Finalist: 2006, 2010/11
- Trinidad and Tobago League Cup

Finalist:  2006, 2016/2017, 2014
- Trinidad and Tobago Classic

Sieger: 2012
Finalist: 2010
- Trinidad and Tobago Goal Shield

Sieger: 2010

## Trainerchronik
| Trainer       | Nation              | von            | bis              |
| ------------- | ------------------- | -------------- | ---------------- |
| Rod Underwood | Vereinigte Staaten  | 1. Januar 2010 | 1. November 2010 |
| Angus Eve     | Trinidad und Tobago | 1. Juli 2012   | 30. Juni 2015    |
| Ross Russell  | Trinidad und Tobago | 7. Januar 2016 | 11. Februar 2017 |
| Zoran Vraneš  | Serbien             | 30. April 2018 | 30. Juni 2019    |
| Walt Noriega  | Trinidad und Tobago | 1. Juli 2020   |                  |